# Für dich
Für dich – singiel Yvonne Catterfeld wydany w 2003 roku i zawierający różne wersje (w zależności od wydania od dwóch do pięciu) piosenki pod tym samym tytułem (m.in. wersję anglojęzyczną i instrumentalną). W sumie sprzedano 300000 egzemplarzy.
Tytułową piosenką jest Für dich - ballada do muzyki Dietera Bohlena i tekstu Lukasa Hilberta. Utwór posiada też swą anglojęzyczną wersję zatytułowaną If you. Znalazł się w albumie artystki zatytułowanym Meine Welt. W Blue Box Studio w Berlinie nakręcono do piosenki teledysk.

## Historia
Pierwotny anglojęzyczny tekst utworu noszący tytuł If you został napisany wraz z muzyką przez Dietera Bohlena dla finalistki programu Deutschland sucht den Superstar Juliette Schoppmann, która jednak odmówiła z nim współpracy. Rozpoczęto wówczas poszukiwania wokalistki, która wylansuje utwór - wybrano znaną z seriali telewizyjnych Yvonne Catterfeld, która zgodziła się pod warunkiem, że do piosenki zostanie napisany tekst w języku niemieckim.
Został on napisany przez Lukasa Hilberta.